# Neustadt (Brema)
Neustadt, Bremen-Neustadt (dolnoniem. Neestadt) — dzielnica miasta Brema w Niemczech, w okręgu administracyjnym Süd, w kraju związkowym Brema. 
Dzielnica leży w samym centrum miasta, nad lewym brzegiem Wezery.
W dzielnicy znajduje się międzynarodowy port lotniczy Brema. Fabrykę posiada tutaj również konsorcjum Airbus.